# 1452

## Události
České království
- 27. dubna – Zemským správcem Českého království byl zvolen Jiří z Poděbrad.

Svět
- 16. března se v Římě konala svatba císaře Svaté říše římské Fridricha III. s portugalskou infantkou Eleonorou.
- 19. března se v Římě konala korunovace Fridricha III. na římského císaře. Korunoval ho sám papež Mikuláš V. Jednalo se o poslední korunovaci císaře Svaté říše římské v Římě.

## Narození
- 6. února – Jana Portugalská, portugalská infantka z dynastie Avis († 12. května 1490)

- 10. března – Ferdinand II. Aragonský, král sicilský a aragonský († 23. ledna 1516)
- 15. dubna – Leonardo da Vinci, italský malíř, grafik a vynálezce († 2. května 1519)
- 19. dubna – Fridrich Neapolský, neapolský král († 9. listopadu 1504)
- 18. května – Hynek z Poděbrad, český šlechtic († 11. července 1492)
- 27. července – Lodovico Sforza, vévoda milánský, zvaný Il Moro († 27. května 1508)
- 21. září –  Girolamo Savonarola, italský náboženský a politický reformátor, fanatický kazatel, dominikánský řeholník († 1498)
- 2. října – Richard III., anglický král († 22. srpna 1485)
- ? – Nigar Hatun, hlavní konkubína osmanského sultána Bajezida II. († březen 1503)
- ? – Abraham Zacuto, židovský rabín, astronom a historik († 1515)

## Úmrtí
- 26. června – Georgios Gemistos Pléthón, řecký filozof-novoplatonik (* kolem 1355)
- 15. srpna – Vilém I. Opavský, spoluvládce na Opavsku (asi 1410)
- ? – Anna Bělská, těšínská kněžna (* okolo roku 1430)
- ? – Anna Granovská, opolská kněžna (* ?)
- ? – Boleslav II. Těšínský, těšínský a bytomský kníže (* ?)
- ? – Li Čen, čínský spisovatel z říše Ming (* 1376)
- ? – Mikuláš V. Krnovský, ratibořský kníže (* asi 1409)
- ? – Ota IV. z Bergova, český šlechtic (* 1399)
- ? - Hašek z Valdštejna, český šlechtic (*14. století), pán Železného Brodu a Uherského Ostroha (1404), kutnohorský mincmistr (1422) a roku 1437 hejtmanem Kladska

## Hlavy států
- České království – Ladislav Pohrobek
- Svatá říše římská – Fridrich III. Habsburský
- Papež – Mikuláš V.
- Anglické království – Jindřich VI.
- Francouzské království – Karel VII.
- Polské království – Kazimír IV. Jagellonský
- Uherské království – Ladislav Pohrobek
- Litevské knížectví – Kazimír IV. Jagellonský
- Říše Inků – Pachacútec Yupanqui
- Byzantská říše – Konstantin XI. Dragases Palaiologos
- Osmanská říše – Mehmed II.